# Realismo dos pressupostos
O realismo dos pressupostos (em inglês: realism of the assumptions) é tema de diversos debates na filosofia da ciência. A discussão surgiu na Ciência econômica com Milton Friedman. Em seu ensaio The Methodology of Positive Economics, Friedman sugere que a economia positiva deve preocupar-se somente com teorias que produzam explicações convincentes e abrangentes, fortalecendo um programa de pesquisa (fruitfulness) e que o façam da forma mais simples possível (simplicity). Friedman diz ainda que, ao produzir tais teorias, o economista (pode-se generalizar para o conjunto das ciências sociais) pode ignorar a veracidade das hipóteses que ele usa para formulá-las. Dessa forma, Friedman apoia teorias como o modelo neoclássico, frequentemente criticado pelo irrealismo das hipóteses de concorrência perfeita e ausência de desemprego involuntário, entre outras. A ciência social, nesse contexto, é primariamente um instrumento para se descobrir verdades.
Esta metodologia para as ciências sociais foi critica por filósofos da ciência. Daniel Hausman respondeu ao ensaio de Friedman argumentando que elaborar teorias sem uma preocupação com o realismo dos pressupostos é como comprar um carro usado sem verificar o estado de suas peças.